# 章治安
章治安（1951年—），湖北云梦人，汉族，中华人民共和国政治人物、第十一届全国人民代表大会湖北地区代表。
毕业于中国人民大学工商管理专业。加入中共，担任云梦县富思特集团党委书记、董事局主席、总裁。2008年起担任全国人大代表。